# Ивачево (Владимирская область)
Ивачево — деревня в Гороховецком районе Владимирской области России, входит в состав Фоминского сельского поселения.

## География
Деревня расположена близ старицы Жайская Лука Оки в 12 км на восток от центра поселения села Фоминки и в 44 км на юго-запад от Гороховца.

## История
В окладных книгах Рязанской епархии 1678 года деревня входила в состав Ростригинского прихода, в ней было 22 дворов крестьянских.
В XIX — первой четверти XX века деревня являлась крупным населённым пунктом в составе Фоминской волости Гороховецкого уезда. В 1859 году в деревне числилось 75 дворов, в 1905 году — 136 дворов.
С 1929 года деревня входила в состав Рождественского сельсовета Фоминского района Горьковского края. С 1944 года — в составе Владимирской области. С 1965 года — в составе Гороховецкого района. С 2005 года — в составе Фоминского сельского поселения.

## Население
| 1859 | 1897 | 1905 |
| ---- | ---- | ---- |
| 599  | 597  | 728  |

| 1859 | 1897 | 1905 | 1926 | 2002 | 2010 | 2021 |
| ---- | ---- | ---- | ---- | ---- | ---- | ---- |
| 599  | ↘597 | ↗728 | ↘584 | ↘88  | ↘72  | ↘52  |

## Инфраструктура
В деревне имеется Ивачевский сельский клуб

## Известные люди
В деревне родился участник Великой Отечественной войны Герой Советского Союза Александр Никитович Белкин.